# Crise des réfugiés d'Indochine
La crise des réfugiés d'Indochine est la migration massive de personnes quittant l'ancienne colonie d'Indochine française qui comprenait les pays du Viêt Nam, du Cambodge et du Laos, après l'instauration de gouvernements communistes en 1975. Pendant les 25 années suivantes et sur une population totale de 56 millions d'habitants, plus de 3 millions de personnes entreprennent un trajet dangereux pour devenir réfugiées dans d'autres pays d'Asie du Sud-Est, à Hong Kong ou en Chine. D'après le Haut Commissariat des Nations unies pour les réfugiés, 250 000 Vietnamiens ont péri en mer entre le début des déplacements et juillet 1986. Plus de 2,5 millions d'anciens Indochinois se sont installés ailleurs, principalement en Amérique du Nord, en Australie et en Europe. Plus de 525 000 ont été rapatriés, volontairement ou non, principalement depuis le Cambodge.

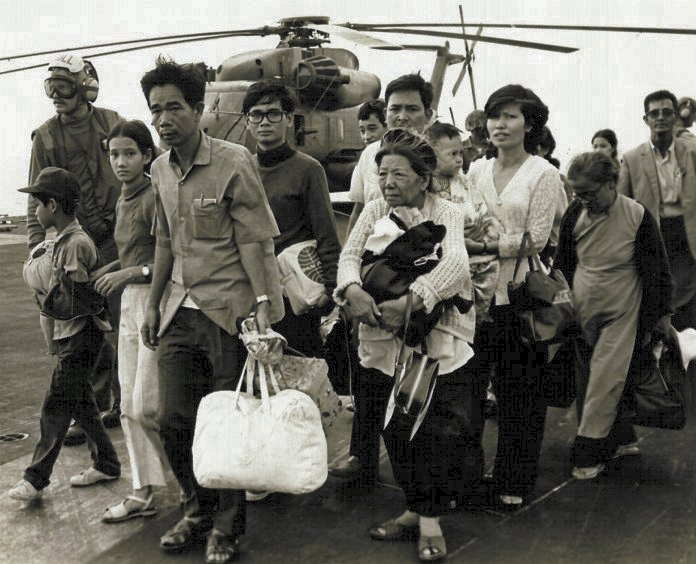
Arrivée de réfugiés sud-Vietnamiens sur un navire de l'US Navy pendant l'opération Frequent Wind, le 29 avril 1975.

Les réfugiés de l'Indochine se composent de plusieurs peuples différents : des Vietnamiens, des Hoa (sino-vietnamiens), des Cambodgiens qui ont fui la famine et les Khmers rouges, des Laotiens, des Américains Iu Mien (en), des Hmong, des personnes des montagnes du Laos et des Montagnards du Viêt Nam (en). Ces gens ont fui dans les pays voisins pour y trouver un asile temporaire avant de réclamer un asile permanent dans un pays tiers. Les mouvements de réfugiés et la crise humanitaire sont particulièrement intenses en 1979 et 1980.
Les effets de la crise des réfugiés d'Indochine persistent jusqu'au XXIe siècle. Les derniers boat people sont rapatriés de Malaisie en 2005 et la Thaïlande a déporté 4 000 réfugiés Hmong en 2009.

## Chute de Saïgon en 1975

Carte de l'Indochine française. Le Nord et le Sud Viêt Nam sont séparés au niveau de la ville de Huế et sont dirigés par des gouvernements opposés de 1954 à 1976, année de la réunification formelle du pays.

À l'automne 1974, les armées du Nord Viet-nam et les Viet congs avancent rapidement vers le Sud et, début avril, il ne subsiste aucun doute concernant la défaite du Sud-Vietnam et son occupation par le Nord. Pendant la guerre du Viêt Nam, des millions de Vietnamiens travaillent au service du gouvernement américain ou appartiennent à la famille d'un ancien employé des Américains ; ils sont exposés aux persécutions et aux exécutions du Nord. 
De crainte que les rumeurs d'une évacuation ne causent une panique dans la population du Sud, un programme complet d'exfiltration n'est mis en œuvre que le 18 avril 1975, date où le président Gerald Ford fonde un groupe de travail inter-agences dirigé par Julia Taft pour « coordonner... l'évacuation des citoyens américains, vietnamiens et ressortissants de pays tiers au Viêt Nam ». À cette date, les forces armées du Nord sont pratiquement aux portes de Saïgon et la population de la ville est submergée sous le flot de centaines de milliers de personnes déplacées depuis des zones tombées sous le contrôle des communistes.
L'évacuation à grande échelle des Vietnamiens par les avions de l'armée américaine commence le 23 avril depuis l'aéroport de Tan Son Nhut (en) à Saïgon. Le 29 avril, les Nord-Vietnamiens tirent des roquettes sur Tan Son Nhut : elles tuent deux marines américains et l'aéroport ferme dans la journée. Des milliers de Vietnamiens et d'Américains sont encore massés dans l'ambassade américaine et dans les rues adjacentes en attendant l'évacuation. Toute l'après-midi et toute la nuit, des hélicoptères militaires atterrissent sur le toit et transportent les évacués vers les navires de la marine américaine stationnés en pleine mer. Des dizaines de milliers de Vietnamiens évacuent par leurs propres moyens avec des bateaux pour rejoindre les navires américains. Au matin du 30 avril, les derniers Américains — 11 marines — évacuent par hélicoptère depuis le toit de l'ambassade. De nombreux Vietnamiens et ressortissants de pays tiers, qui attendaient ou espéraient une évacuation, sont abandonnés.
Le nombre total de Vietnamiens évacués s'élève à 138 000 personnes. Beaucoup sont emmenés par la Navy vers Guam pour suivre les procédures d'immigration aux États-Unis, puis ils sont conduits vers quatre bases militaires : Fort Chaffee (en) en Arkansas, Camp Pendleton en Californie, Fort Indiantown Gap en Pennsylvanie et Eglin Air Force Base en Floride. 138 000 Vietnamiens s'installent sur l'ensemble du territoire américain au cours des mois suivants. Quelques milliers de réfugiés s'installent ailleurs, notamment au Canada, ou choisissent de rentrer au Viêt Nam.
Quelques mois après la chute de Saïgon, les fonctionnaires américains s'aperçoivent que d'autres réfugiés traversent les frontières pour fuir le Viêt Nam. Les États-Unis ouvrent un bureau pour réfugiés à Bangkok et en confient la direction à Lionel Rosenblatt (en) pour gérer les migrants qui veulent entrer aux États-Unis.

## Indochinois déplacés et rapatriés
Ce tableau liste le nombre d'anciens Indochinois réinstallés dans les principaux pays du monde entre 1975 et 1997. Quelques milliers d'autres s'y additionnent après 1997, surtout aux États-Unis.
| Pays             | Vietnamiens (dont : Hoa, Montagnard) | Laotiens (dont : Hmong, autres gens des montagnes) | Cambodgiens | Total des déplacés | Notes                                                                                              |
| ---------------- | ------------------------------------ | -------------------------------------------------- | ----------- | ------------------ | -------------------------------------------------------------------------------------------------- |
| États-Unis       | 883,317                              | 251,334                                            | 152,748     | 1,287,399          | |
| Viêt Nam         |                                      |                                                    | 320,000     | 320,000            | dont 150,000 Cambodgiens et 170,000 Chinois et Vietnamiens qui ont fui le régime des Khmers rouges |
| Chine            | 263,000                              | 2,500                                              |             | 283,000            | presque tous sont Hoa                                                                              |
| Canada           | 163,415                              | 17,274                                             | 21,489      | 202,178            | |
| Australie        | 157,863                              | 10,239                                             | 17,605      | 185,700            | |
| France           | 46,348                               | 34,236                                             | 38,598      | 119,182            | |
| Allemagne        | 28,916                               | 1,706                                              | 998         | 31,620             | |
| Royaume-Uni      | 24,267                               | 346                                                | 381         | 24,994             | |
| Nouvelle-Zélande | 6,099                                | 1,350                                              | 5,995       | 13,344             | |
| Pays-Bas         | 11,546                               | 33                                                 | 523         | 12,102             | |
| Japon            | 8,231                                | 1,273                                              | 1,223       | 10,727             | |
| Norvège          | 10,066                               | 2                                                  | 178         | 10,246             | |
| Malaisie         |                                      |                                                    | 10,000      | 10,000             | Tous les réfugiés cambodgiens qui se sont installés en Malaisie sont des Cham                      |
| Suisse           | 7,304                                | 593                                                | 1,717       | 9,614              | |
| Suède            | 9,099                                | 26                                                 | 214         | 9,339              | |
| Danemark         | 7,007                                | 12                                                 | 51          | 7,070              | |
| Belgique         | 5,158                                | 989                                                | 896         | 7,043              | |
| Autres pays      | 10,343                               | 4,694                                              | 8,268       | 25,605             | |
| Total            | 1,642,179                            | 324,107                                            | 580,884     | 2,547,170          | |

Source: Robinson, W. Courtland Terms of Refuge United Nations High Commissioner for Refugees, London: Zed Books, 1998 p. 270, 276, Appendix 2; Far Eastern Economic Review, June 23, 1978, p. 20
Les Indochinois rapatriés, volontairement ou non, vers leurs pays d'origine avec l'assistance du Haut-Commissariat aux Réfugiés s'élèvent à 525 000 entre 1975 et 1997. Ce nombre inclut 390 000 Cambodgiens et 27 000 Laotiens. De nombreux autres sont revenus de leur plein gré ou sont restés discrètement dans leur pays d'accueil.

## Dans la culture
La crise migratoire du Viêt Nam est illustrée dans les films : The Story of Woo Viet, Passeport pour l'enfer, Green Dragon, The Beautiful Country.
La crise migratoire du Cambodge est illustrée dans La Déchirure, Le Temps des aveux et D'abord, ils ont tué mon père.